# Дифракційний дільник променя

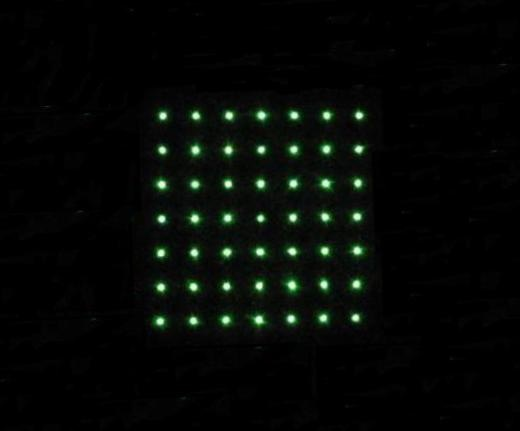
Матриця 7х7 із використанням зеленого лазера та дифракційного дільника променя.

Дифракційний дільник променя (також відомий як багатоточковий генератор променя або генератор масиву променів) — це єдиний оптичний елемент, який розділяє вхідний промінь на N вихідних променів. Кожен вихідний промінь зберігає ті самі оптичні характеристики, що й вхідний промінь, такі як розмір, поляризація та фаза. Дифракційний дільник променя може генерувати або одновимірну матрицю променів (1xN), або двовимірну матрицю променів (MxN), залежно від дифракційної картини на елементі. Дифракційний дільник променя використовується з монохроматичним світлом, таким як лазерний промінь, і розроблений для певної довжини хвилі та кута поділу між вихідними променями.

## Застосування
Зазвичай дифракційний дільник променя використовується в тандемі з фокусуючою лінзою, щоб матриця вихідного променя стала масивом сфокусованих точок на площині на заданій відстані від лінзи, що називається «робочою відстанню». Фокусна відстань лінзи разом із кутом поділу між променями визначає відстань поділу між сфокусованими плямами. Ця проста оптична установка використовується в різноманітних високопотужних лазерних дослідженнях і промислових застосуваннях, які зазвичай включають:
- Лазерне різання (сонячні елементи)
- Нарізка скла (РК-дисплеї)
- Перфорація (сигаретні фільтри)
- Вибірка променя (моніторинг і керування потужністю)
- 3-D датчик руху (Приклад)
- Медичні/естетичні засоби (обробка шкіри)

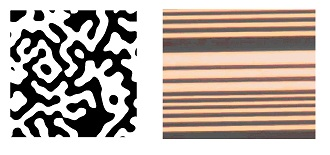
Періодичні візерунки травлення на a)19x19 диф. дільник променя та b) дільник1x31.

## Принцип конструкції
Теорія дії ґрунтується на хвильовій природі світла та принципі Гюйгенса (див. також Дифракція). Розробка дифракційної картини для дільника променя дотримується того ж принципу, що й дифракційна решітка, з повторюваним малюнком, викарбуваним на поверхні підкладки. Глибина візерунка травлення приблизно дорівнює довжині хвилі світла в застосуванні з коригуючим коефіцієнтом, пов'язаним із показником заломлення підкладки. Візерунок травлення складається з «періодів» — ідентичних одиниць підвізерунка, які циклічно повторюються. Ширина d періоду пов'язана з кутом поділу θ між вихідними променями відповідно до рівняння решітки :
{\displaystyle d\sin \theta _{m}=m\lambda }
m представляє порядок дифрагованого променя, при цьому вихідний сигнал нульового порядку є просто недифрагованим продовженням вхідного променя.
Хоча рівняння решітки визначає напрямок вихідних променів, воно не визначає розподіл інтенсивності світла серед цих променів. Розподіл потужності визначається профілем травлення в межах одиничного періоду, який може включати багато (не менше двох) переходів травлення з різними робочими циклами.
В одновимірному дифракційному дільнику променя дифракційна картина є лінійною, тоді як двовимірний елемент матиме складну картину.
Інформацію про виробничий процес див. у літографії.